# Vibrationsträning
Vibrationsträning är en träningsform som utförs stående på en mekaniskt vibrerande platta. Frekvens, amplitud och tid ska kunna ställas in. Avsikten är att träna effektivare än vid traditionell statisk träning, genom att samtidigt stå på en vibrerande platta. Vissa hävdar att metoden ger mycket god effekt på muskeluppbyggnad, skelett och hormoner. En svensk metastudie (1) menar att styrketräning på vibrerande platta ger ingen, eller på sin höjd marginell, styrkeökning jämfört med traditionell statisk träning. Eftersom vibrationsträning innebär exponering för helkroppsvibration, kan träningsformen innebära hälsorisk. Träningen utförs i sekvenser på fem - tio sekunder upp till några minuter beroende på status hos den som tränar. Normalt två till fem minuter i oftast tre sekvenser med vila mellan. Man står i olika kroppsställningar. T ex med böjda knän. Ett träningspass kan ta tio till trettio minuter beroende på hur man orkar. Tekniken utvecklades från början för att öka ryska kosmonauters benmassa innan rymdfärder. Vibrationsträning torde vara lämpad för personer som inte kan träna traditionellt, och en annan svensk metastudie (2) sammanfattar att de mest positiva resultaten uppnåtts för otränade personer och äldre kvinnor. Den kategorin kan i början träna i korta sekvenser för att så gradvis känna hur man kan förlänga sekvenserna. Tre dagars vila mellan träningspassen har visat sig fungera för denna senare kategori(obs ej studie -- enbart erfarenheter från träningslokal).